# Galeazzo Gualdo Priorato
Galeazzo Gualdo Priorato, född 23 juli 1606 i Vicenza, död där 1678, var en italiensk greve och historieskrivare.
Priorato var officer vid Wallensteins, Horns och Bernhards av Weimar arméer, blev sedan venetiansk diplomat och kammarherre hos drottning Kristina, som använde honom i åtskilliga diplomatiska värv, samt kejserlig historiograf 1664. Bland Prioratos många arbeten äger ett par särskilt intresse för den svenska historieforskningen, nämligen Historia delle guerre di Ferdinando secondo, e Ferdinando terzo imperatori, e del re Filippo quarto di Spagna contro Gostavo Adolfo, re di Suetia, e Luigi XIII, re di Francia (4 band, 1640–1651) och Historia di Christina Alessandra (1656), vilken beröms som samvetsgrann. Prioratos framställning av Gustav II Adolfs fälttåg föreligger även i en av Francheville utgiven fransk upplaga.